# Pedaliodes garleppi
Pedaliodes garleppi är en fjärilsart som beskrevs av Otto Thieme 1905. Pedaliodes garleppi ingår i släktet Pedaliodes och familjen praktfjärilar. Inga underarter finns listade i Catalogue of Life.